# Japan Open Tennis Championships 2024 - Doppio
Il doppio del torneo di tennis professionistico Japan Open Tennis Championships 2024, facente parte della categoria ATP Tour 500 nell'ambito dell'ATP Tour 2024, si è giocato all'Ariake Coliseum di Tokyo, in Giappone, dal 25 settembre al 1° ottobre 2024. Rinky Hijikata e Max Purcell erano i campioni in carica, ma Purcell ha deciso di non partecipare a questa edizione del torneo. Hijikata ha giocato in coppia con Alexei Popyrin, ma sono stati eliminati al primo turno da Hugo Nys e da Jan Zieliński.
In finale Julian Cash e Lloyd Glasspool hanno sconfitto Ariel Behar e Robert Galloway con il punteggio di 6-4, 4-6, [12-10].

## Teste di serie
1. Nathaniel Lammons /  Jackson Withrow (quarti di finale)
2. Hugo Nys /  Jan Zieliński (quarti di finale)

1. Sadio Doumbia /  Fabien Reboul (quarti di finale)
2. Máximo González /  Andrés Molteni (primo turno)

## Wildcard
1. Kei Nishikori /  Rei Sakamoto (primo turno)

1. Yoshihito Nishioka /  Kaito Uesugi (primo turno)

## Qualificati
1. Alexander Erler /  Matwé Middelkoop (primo turno)

## Tabellone

### Legenda
| - Q = Qualificato - WC = Wild card - LL = Lucky loser | - ALT = Alternate - SE = Special Exempt - PR = Protected Ranking | - w/o = Walkover - r = Ritirato - d = Squalificato |

|  | Primo turno | Primo turno             | Primo turno          | Primo turno | Primo turno |  |  | Quarti di finale | Quarti di finale     | Quarti di finale     | Quarti di finale     | Quarti di finale     |                   |   | Semifinali | Semifinali                  | Semifinali         | Semifinali                  | Semifinali |   |      | Finale | Finale | Finale | Finale | Finale |  |
|  |             |                         |                      |             |             |  |  |                  |                      |                      |                      |                      |                   |   |            |                             |                    |                             |            |   |      |        |        |        |        |        |  |
|  | 1           | N Lammons J Withrow     | 6                    | 6           | [10]        |  |  |                  |                      |                      |                      |                      |                   |   |            |                             |                    |                             |            |   |      |        |        |        |        |        |  |
|  | WC          | K Nishikori R Sakamoto  | 7                    | 4           | [6]         |  |  | 1                | N Lammons J Withrow  | 7                    | 4                    | [7]                  |                   |   |            |                             |                    |                             |            |   |      |        |        |        |        |        |  |
|  |             | A Behar R Galloway      | 6                    | 3           | [10]        |  |  |                  | A Behar R Galloway   | 6                    | 6                    | [10]                 |                   |   |            |                             |                    |                             |            |   |      |        |        |        |        |        |  |
|  |             | A Pavlásek J-J Rojer    | 4                    | 6           | [5]         |  |  |                  |                      |                      |                      |                      |                   |   |            | A Behar R Galloway          | A Behar R Galloway | A Behar R Galloway          | w/o        |   |      |        |        |        |        |        |  |
|  | 3           | S Doumbia F Reboul      | 6                    | 3           | [10]        |  |  |                  |                      |                      | J Draper T Macháč    | J Draper T Macháč    | J Draper T Macháč |   |            |                             |                    |                             |            |   |      |        |        |        |        |        |  |
|  |             | S Gillé J Vliegen       | 3                    | 6           | [3]         |  |  | 3                | S Doumbia F Reboul   | 7                    | 2                    | [8]                  |                   |   |            |                             |                    |                             |            |   |      |        |        |        |        |        |  |
|  | Q           | A Erler M Middelkoop    | 6                    | 64          | [8]         |  |  |                  | J Draper T Macháč    | 5                    | 6                    | [10]                 |                   |   |            |                             |                    |                             |            |   |      |        |        |        |        |        |  |
|  |             | J Draper T Macháč       | 4                    | 7           | [10]        |  |  |                  |                      |                      |                      |                      |                   |   |            | Ariel Behar Robert Galloway | 4                  | 6                           | [10]       |   |      |        |        |        |        |        |  |
|  |             | B Shelton J Thompson    | B Shelton J Thompson | 7           | 6           |  |  |                  |                      |                      |                      |                      |                   |   |            |                             |                    | Julian Cash Lloyd Glasspool | 6          | 4 | [12] |        |        |        |        |        |  |
|  | WC          | Y Nishioka K Uesugi     | Y Nishioka K Uesugi  | 63          | 2           |  |  |                  | B Shelton J Thompson | B Shelton J Thompson | B Shelton J Thompson |                      |                   |   |            |                             |                    |                             |            |   |      |        |        |        |        |        |  |
|  |             | J Cash L Glasspool      | 5                    | 6           | [10]        |  |  |                  | J Cash L Glasspool   | J Cash L Glasspool   | J Cash L Glasspool   | w/o                  |                   |   |            |                             |                    |                             |            |   |      |        |        |        |        |        |  |
|  | 4           | M González A Molteni    | 7                    | 3           | [5]         |  |  |                  |                      |                      |                      |                      |                   |   |            | J Cash L Glasspool          | J Cash L Glasspool | 6                           | 6          |   |      |        |        |        |        |        |  |
|  |             | L Darderi TM Etcheverry | 3                    | 7           | [7]         |  |  |                  |                      |                      | A Michelsen A Tabilo | A Michelsen A Tabilo | 3                 | 3 |            |                             |                    |                             |            |   |      |        |        |        |        |        |  |
|  |             | A Michelsen A Tabilo    | 6                    | 65          | [10]        |  |  |                  | A Michelsen A Tabilo | 7                    | 3                    | [10]                 |                   |   |            |                             |                    |                             |            |   |      |        |        |        |        |        |  |
|  |             | R Hijikata A Popyrin    | 4                    | 7           | [11]        |  |  | 2                | H Nys J Zieliński    | 5                    | 6                    | [7]                  |                   |   |            |                             |                    |                             |            |   |      |        |        |        |        |        |  |
|  | 2           | H Nys J Zieliński       | 6                    | 6           | [13]        |  |  |                  |                      |                      |                      |                      |                   |   |            |                             |                    |                             |            |   |      |        |        |        |        |        |  |

## Qualificazioni

### Teste di serie
1. Nicolás Barrientos /  Skander Mansouri (ultimo turno)

1. Alexander Erler /  Matwé Middelkoop (qualificati)

### Qualificati
1. Alexander Erler /  Matwé Middelkoop

### Tabellone
|  | Primo turno | Primo turno                         | Primo turno                         | Primo turno | Primo turno |  |  | Ultimo turno | Ultimo turno                        | Ultimo turno                        | Ultimo turno | Ultimo turno |  |
|  |             |                                     |                                     |             |             |  |  |              |                                     |                                     |              |              |  |
|  | 1           | Nicolás Barrientos Skander Mansouri | Nicolás Barrientos Skander Mansouri | 6           | 6           |  |  |              |                                     |                                     |              |              |  |
|  | WC          | Shintaro Mochizuki Takeru Yuzuki    | Shintaro Mochizuki Takeru Yuzuki    | 3           | 2           |  |  | 1            | Nicolás Barrientos Skander Mansouri | Nicolás Barrientos Skander Mansouri | 4            | 4            |  |
|  |             | Evan King Reese Stalder             | Evan King Reese Stalder             | 2           | 4           |  |  | 2            | Alexander Erler Matwé Middelkoop    | Alexander Erler Matwé Middelkoop    | 6            | 6            |  |
|  | 2           | Alexander Erler Matwé Middelkoop    | Alexander Erler Matwé Middelkoop    | 6           | 6           |  |  |              |                                     |                                     |              |              |  |